# Зоран Иванов
Зоран Иванов (на македонска литературна норма: Зоран Иванов) e журналист от Северна Македония, близък сътрудник на бившия президент и премиер Бранко Цървенковски.

## Биография
Иванов е роден в Скопие. Завършва журналистика в Скопския университет.
Дългодишен сътрудник и редактор в Радио Скопие след 1974 г. Журналист в Македонската телевизия и във в. „Утрински вестник“. Директор на МИА.
Говорител на правителството на Бранко Цървенковски. Съветник за връзки с медиите в неговия кабинет като президент на републиката (2004-2009). Задържан за кратко на работа и при неговия приемник Георге Иванов.
След 2010 г. Иванов постъпва в телевизия „Алфа“, където води емисията „Пресинг“. През май 2012 г. става главен редактор на телевизията, но през февруари 2013 г. е уволнен оттам.